# Exeter (Maine)
Exeter es un pueblo ubicado en el condado de Penobscot en el estado estadounidense de Maine. En el Censo de 2010 tenía una población de 1.092 habitantes y una densidad poblacional de 10,93 personas por km².

## Geografía
Exeter se encuentra ubicado en las coordenadas 44°57′48″N 69°7′30″O / 44.96333, -69.12500. Según la Oficina del Censo de los Estados Unidos, Exeter tiene una superficie total de 99.94 km², de la cual 99.87 km² corresponden a tierra firme y (0.06%) 0.06 km² es agua.

## Demografía
Según el censo de 2010, había 1.092 personas residiendo en Exeter. La densidad de población era de 10,93 hab./km². De los 1.092 habitantes, Exeter estaba compuesto por el 97.89% blancos, el 0% eran afroamericanos, el 0.55% eran amerindios, el 0.27% eran asiáticos, el 0% eran isleños del Pacífico, el 0% eran de otras razas y el 1.28% pertenecían a dos o más razas. Del total de la población el 1.1% eran hispanos o latinos de cualquier raza.